# 王瞳
吳姍耘（1986年10月1日—），藝名王瞳，是一位臺灣女演員、主持人。

## 生平
吳姍耘出生於臺南市，父母皆為公務員。她國中曾就讀臺南市立後甲國民中學、臺南市立崇明國民中學，國中畢業後升讀臺南應用科技大學五專部視覺傳達設計科，但五年制的專科唸了七年才畢業。
王瞳2001年以美容機構「最佳女主角」系列廣告《金花的秘密》中之女主角成名。該廣告引起社會譁然，招致物化女性的批評，且由於王瞳拍攝此系列廣告時未成年，廣告公司映畫傳播因此被以違反勞動基準法偵辦。

## 個人生活
2019年7月，王瞳與合作《大時代》的已婚演員馬俊麟傳出婚外情，但是雙方皆嚴正否認；同年9月，兩人被《鏡周刊》拍攝到深夜見面逛街，馬俊麟拿出經紀約自清，指傳出負面新聞違約要罰數百萬元台幣的違約金，自己不會亂來。
2019年10月3日，馬俊麟妻子梁敏婷在IG上發文，指王瞳前日帶著長輩到家中對她惡言相向、「侵門踏戶」，並揚言要對王瞳提告。同日稍晚，王瞳與馬俊麟在民視召開記者會，承認有婚外情，並現場道歉；王瞳稱10月1日收到法院傳票，梁敏婷對其提告侵害配偶權，求償400萬台幣，當天她是到馬家想說明清楚，對於長輩的情緒性發言十分抱歉。記者會後，梁敏婷在臉書上發文指兩人道歉毫無誠意，並上傳了四段側錄影片，內容是王瞳阿姨在馬家大罵的過程。
兩人的經紀公司民視鳳凰藝能在記者會後宣布將先暫停兩人的工作。王瞳交往八年的歌手男友艾成則發文稱，事發當下他才知情，但是「錯了悔改就好」。
2020年3月，馬俊麟宣布回歸《多情城市》劇組，改演一名畫家，但僅演出了4個月就離開劇組。同年7月，民視宣布王瞳將加入多情城市的演出，王瞳並於同月底與艾成登記結婚。
2020年，與艾成結婚。
2022年丈夫艾成死後，她在訃聞裡妻子一欄冠夫姓印上蔡吳姍耘，謹表深愛與思念亡夫之意。

## 電視劇
| 年份   | 頻道       | 劇名                          | 角色                 |
| 2000年 | 三立台灣台 | 《阿扁與阿珍》                | 吳寶珍(幼年)         |
| 2000年 | 華視       | 《女生向前走》                | 朱嫩嫩               |
| 2001年 | 華視       | 《追夫三人行》                | 趙曉茵               |
| 2002年 | 華視       | 《愛上痞子男》                | 小婕                 |
| 2003年 | 大愛電視台 | 《大愛一條街》                | 小英                 |
| 2004年 | 中視       | 《女人要有錢》                | 鄭慧琳               |
| 2004年 | 台視       | 《野球風雲》                  | 伊藤千代             |
| 2006年 | 東森綜合台 | 《麻辣一家親》                | 金莎莎               |
| 2007年 | 台視       | 《神機妙算劉伯溫》            | 寶兒                 |
| 2007年 | 三立台灣台 | 《天下第一味》                | 王婷/劉婷            |
| 2007年 | 三立台灣台 | 《我一定要成功》              | 張白金 鄭文琪        |
| 2008年 | 台視       | 《懷玉傳奇 千金媽祖》         | 索法                 |
| 2009年 | 三立台灣台 | 《真情滿天下》                | 楊珊珊               |
| 2009年 | 三立台灣台 | 《鸟来伯与十三姨》—幸福白馬里 | 吴珊云               |
| 2010年 | 大愛電視台 | 《路邊董事長》                | 葉鑾鳳               |
| 2010年 | 民視       | 《夜市人生》                  | 陳純純               |
| 2011年 | 民視       | 《父與子》                    | 雷茜茜               |
| 2012年 | 民視       | 《風水世家》                  | 林明明               |
| 2013年 | 民視       | 《我愛你愛你愛我》            | 林珮如               |
| 2013年 | 公視       | 《那天媽媽來看我》            | 珮君                 |
| 2016年 | 民視       | 《阿不拉的三個女人》          | 王細娥               |
| 2017年 | 民視       | 《幸福來了》                  | 方曉萍 李雅芬        |
| 2018年 | 民視       | 《微笑。淚》                  | 雪瞳                 |
| 2018年 | 民視       | 《大時代》                    | 伍家媚               |
| 2020年 | 民視       | 《多情城市》                  | 許佑欣 吳佑欣        |
| 2021年 | 民視       | 《孟婆客棧》                  | 狄金枝(轉世)         |
| 2022年 | 民視       | 《市井豪門》                  | 劉惠婷 羅惠婷 李子萍 |
| 2022年 | 民視       | 《決勝的揮拍》                | 許寶芝               |
| 2023年 | 大愛電視台 | 《搜尋者》                    | 吳秀真               |
| 2023年 | 民視       | 《愛的榮耀》                  | 葉小葉 蔡珍珠        |
| 2025年 | 民視       | 《好運來》                    | 張孟婷 吳彩君        |

## 主持節目
| 年 份                         | 頻 道      | 節 目                      |
| 2003 ～                       | 中視       | 《綜藝OK棒》               |
| 2006 ～                       | 東森       | 《百戰大勝利》             |
| 2006年12月9日 ～2007年9月29日 | 台視       | 《齊天大勝》               |
| 2007年10月6日－2007年11月17日 | 台視       | 《綜藝大勝戰》             |
| 2008年4月28日～2008年7月25日  | 衛視中文台 | 《王牌CEO》                |
| 2011年6月22日～2012年5月11日  | 民視       | 《新兵進行曲》             |
| 2019年3月9日～2019年9月14日   | 民視       | 《台灣那麼旺 Taiwan NO.1》 |
| 2021年1月2日～2021年5月18日   | 民視       | 《台灣那麼旺 Taiwan NO.1》 |
| 2022年1月31日                 | 民視       | 《民視第一發發發》         |

## 電影
| 年 份  | 片 名                 |
| 2001年 | 深深太平洋            |
| 2017年 | 魚腸劍                |
| 2024年 | 看到靈魂的那隻眼 師公 |

### 舞台劇
| 劇 名    |
| 美夢成真 |

## 出版作品
| 年 份  | 書 名                  | 出版社   | ISBN            |
| 2003年 | 《十七歲──王瞳寫真書》 | 時報文化 | ISBN 9571339113 |

## 獎項紀錄
| 年份   | 頒獎典禮           | 獎項         | 作品       | 角色   | 結果 |
| ------ | ------------------ | ------------ | ---------- | ------ | ---- |
| 2024年 | 第28屆亞洲電視大獎 | 最佳女配角獎 | 決勝的揮拍 | 許寶芝 | 提名 |

## 外部連結
- 王瞳的Facebook專頁
- 王瞳的Instagram帳戶
- 王瞳的新浪微博
- 鳳凰藝能－王瞳 （页面存档备份，存于）
- YouTube上的2018.12.02【台灣演義】八點檔女主角 王瞳 Taiwan History,民視讚夯 Formosa TV Thumbs Up,2018-12-02